# NPCシステム
NPCシステムはフランスの会社で、衛星追跡システムの開発、販売を行っている。 2019年にグルノーブルで設立された。創業者はGuy Ferraro(ガイ フェラーロ)。

## 歴史
1920年代、ネイレ ベイリエ ピカール ピクテ社 (NBPP) が世界に先駆けて、従来の油圧システムをそのままに縮尺を小さくして作った研究室を所有していた。1930年代には、油圧試験装置を開発する為にNBPP-NEYRPICという会社が設立さた。
1948年には、ネイレ ベイリエ ピカール ピクテ社は、4つの名前を組み合わせたNeyrpicという名前を採用した。 7年後の1955年には、独立した組織のハイドロリックラバトリー(LDH)となり、その後SOGREAHという名前になった。
1960年代には、NEYRPICはアルカテル ルーセントからの要請を受けて、衛星アンテナ事業に参入することを決めました。 機械設計の技術者と材料抵抗の専門家達が、頑丈な大口径のアンテナを作ることに成功しました。1969年には、アンテナを制御する追跡システムである、APS (衛星追跡システム) と言う名前の初めての衛星追跡システム設計を開始しました。
それから10年以内に、NEYRPICはフランス電力(EDF)からDOM-TOMの発電所(グアドループ、 フランス領ギアナ、 レユニオン、 マルティニーク、 コルシカ島)向けの初めてのディーゼル発電機制御システムの開発を要請されました。
1967年にNEYRPICは大株主のアルストムと合併。アルストムは衛星追跡システム、火力発電所システム、船舶制御システムという3つの専門市場で製品を改良、製造、販売することで NEYRPICの成功を強化し続けていきました。
2015年11月にはゼネラル エレクトリック社がグルノーブル水力発電所を拠点とするSTM事業部門を含めてアルストムの電力グリッド事業の買収しました。2017年7月、GEはリストラ計画を発表し、水力発電部門にもSTMの商業部門にも影響を与えました。
全員GE従業員のガイ フェラーロ氏と他3名の技術者が、STM事業部門の買収提案を提出することに決めました。 2018年7月にGEがマネジメントバイアウトの提案を受け入れ、NPCシステムが誕生しました。この移行は2019年1月24日に完了しました。
2019年6月、NPCシステムはタイのバンコクに事務所を開き、アジア太平洋地域の業務を管理しています。
2021年には、NPCシステムはinovalléeエコシステムに加盟しました。

## 活動
火力発電：NPCシステムは、きちんと発電が出来るように、EDF火力発電所に設置するディーゼル調整システムを提供しています。
海上：フランス海軍の船に搭載される蒸気制御システムの設計を行っています。
衛星：NPCシステムは衛星追跡システムの分野でも活躍しています。NPCシステムが開発した技術により、正確に衛星アンテナを送っている衛星の方向に向けられることが出来るようになりました。

## 製品
NEYRPIC® DTR500: ステップトラックとモノパルス衛星追跡用のビーコン受信機として使われる完全デジタルな追跡ユニットです。
NEYRPIC® ACU550: 静止衛星や低軌道衛星を追跡する為ためのNPCシステムマイクロプロセッサベースのアンテナ制御ユニットです。
NEYRPIC® 5100: 制御ユニット、追跡受信機、制御盤、モーター、位置センサー、リミットスイッチを含めた全て含まれた衛星追跡システム一式です。
NEYRPIC® ACU350/550アダプター：3U適応ラックが入ったNPCシステムの新型ACU550コントローラは、旧世代のACU350コントローラを簡単に置き換えるために開発されました。
NEYRPIC® ACS450T: 持ち運び可能なL～Kaバンドアンテナ用に設計されたコンパクトな衛星追跡システムで、安定軌道や傾斜軌道にある静止衛星を追跡します。

## 主要顧客
NPCシステムは900個近いアンテナを70カ国(フランス、スペイン、イタリア、ノルウェー、 チュニジア、アラブ首長国連邦を含む)に納めており、以下のお客様が含まれています：
- ユーテルサット
- アラブサット
- ヤハサット
- テレノア
- タレス アレーニア スペース
- エアバス ディフェンス アンド スペース

## 受賞歴と功績
2023年、NPCシステムの創業者兼社長のガイ フェラーロは、ビジネスワールドワイドCEOアワードで2つの賞を受賞しました： 「衛星産業における最も革新的なCEO」と「化学/技術CEO・オブ・ザ・イヤーフランス」

## スポンサーシップと慈善活動
2019年7月、NPCシステムはグルノーブル大学宇宙センターの後援者となりました。この提携により、NPCシステムはCSUGが開発した超小型衛星からデータ（オーロラの写真）を回収できるようになりました。

## 引用文献
1. ↑  Brandvoice (2023年10月18日). “NPC SYSTEM : une success story dans le domaine des systèmes de poursuite satellite” (フランス語). Forbes France. 2024年1月6日閲覧。
2. ↑  Chanterelle (2023年11月29日). “La tête dans les étoiles : NPC SYSTEM assoie sa position de leader mondial du tracking satellite et détrône les géants américains en installant ses produits aux 4 coins du monde.” (フランス語). inovallée. 2024年1月6日閲覧。
3. ↑  admin (2023年11月26日). “Guy Ferraro: Leading NPC SYSTEM's Skyward Journey in Satellite Technology | Business & Corporate News” (英語). 2024年1月6日閲覧。
4. ↑  “Trailblazing Extraordinaire: Top-Performing CEOs Making an Impact, 2023 - The CIO Today” (英語) (2023年10月19日). 2024年1月6日閲覧。
5. 1 2  “Why NPC SYSTEM insists on working with their clients onsite” (英語). issuu. 2024年1月6日閲覧。
6. ↑  “Sogreah | Artelia Group | Artelia, un leader européen de l'ingénierie indépendante”. www.arteliagroup.com. 2024年1月6日閲覧。
7. ↑  Matthieu Estrangin (1 January 2019). NPC SYSTEM, JEUNE POUSSE À LA LONGUE HISTOIRE..
8. ↑  “NPC System capte le signal des satellites | Magazine Présences Grenoble” (フランス語). www.presences-grenoble.fr. 2024年1月6日閲覧。
9. ↑  “General Electric espère redynamiser ses activités hydrauliques - 12/03/2019” (フランス語). La Lettre (2019年3月12日). 2024年1月6日閲覧。
10. 1 2  BERTRAND (2021年5月21日). “NPC SYSTEM est en passe de devenir un leader mondial de la poursuite satellite et rejoint l'écosytème inovallée !” (フランス語). inovallée. 2024年1月6日閲覧。
11. ↑  “Guy Ferraro (NPC System) : Un expert en systèmes de poursuite satellite - 10/06” (フランス語). 2024年1月6日閲覧。
12. ↑  “NPC SYSTEM introduces its NEW digital tracking receiver: NEYRPIC DTR-500 - World Teleport Association”. www.worldteleport.org. 2024年1月6日閲覧。
13. ↑  “Global”. www.satelliteevolutiongroup.com. 2024年1月6日閲覧。
14. ↑  “Guy Ferraro of NPC SYSTEM wins two Business Worldwide Magazine CEO Awards” (フランス語). Yahoo Finance (2023年11月29日). 2024年1月6日閲覧。
15. ↑  "Guy Ferraro of NPC SYSTEM wins two Business Worldwide Magazine CEO Awards" (Press release) (英語). 2024年1月6日閲覧。
16. ↑  Fabre. “NPC SYSTEM devient mécène du Centre spatial universitaire de Grenoble” (フランス語). CSUG - Centre spatial universitaire de grenoble - Université Grenoble Alpes. 2024年1月6日閲覧。
17. ↑  Fabre. “NPC SYSTEM devient mécène du Centre spatial universitaire de Grenoble” (フランス語). Fondation Université Grenoble Alpes. 2024年1月6日閲覧。